# لورنس جاكسون
لورنس جاكسون (بالإنجليزية: Laurence Jackson )‏ (و. 1900 – 1984 م) هو لاعب كيرلنغ إسكتلندي، شارك في الألعاب الأولمبية الشتوية 1924، كان جزءًا من الفريق الذي فاز بأول ميدالية ذهبية أولمبية في الكيرلنج في دورة الألعاب الأولمبية الشتوية الافتتاحية في شاموني، فرنسا عام 1924. توفي عن عمر يناهز 84 عاماً.

## روابط خارجية
- لورنس جاكسون على موقع الاتحاد الدولي للكرلنغ (الإنجليزية)
- لورنس جاكسون على موقع اللجنة الأولمبية الدولية (الإنجليزية)
- لورنس جاكسون على موقع أوليمبيديا (الإنجليزية)